# Philippe Leclerc de Hauteclocque
Pour les articles homonymes, voir Leclerc et Général Leclerc.
Pour les autres membres de la famille, voir Famille de Hauteclocque.
Philippe Leclerc de Hauteclocque, plus connu sous le nom de général Leclerc ou maréchal Leclerc, né Philippe de Hauteclocque le 22 novembre 1902 à Belloy-Saint-Léonard (Somme) et mort dans un accident d'avion le 28 novembre 1947 près de Colomb-Béchar (Algérie française), est un militaire français, l'un des principaux chefs militaires de la France libre durant la Seconde Guerre mondiale. Figure majeure de la Libération, il est notamment connu pour avoir commandé la 2e division blindée.
Officier anticonformiste et brillant, il se révèle un stratège et un organisateur hors pair. Fait prisonnier en 1940 pendant la bataille de France, il s'évade et rejoint l'Angleterre. Il prend alors pour nom de guerre « Leclerc » (il sera autorisé à l'ajouter à son patronyme en 1945). Il rencontre à Londres le général de Gaulle, qui lui confie pour mission de rallier l'Afrique-Équatoriale française à la France libre.
Après y être parvenu, il remonte vers la Libye, où il prend l'oasis de Koufra malgré l'infériorité numérique de ses troupes. Il prononce alors le serment de Koufra : « Jurez de ne déposer les armes que lorsque nos couleurs, nos belles couleurs, flotteront sur les cathédrales de Metz et de Strasbourg. » Après plusieurs batailles dans le Maghreb, la « colonne Leclerc » stationne au Maroc en 1943, où elle prend le nom de 2e division blindée (ou 2e DB). En août 1944, son unité prend part à la bataille de Normandie, puis est la première unité à entrer dans Paris lors de la libération de la capitale. Le 23 novembre 1944, la 2e DB libère Strasbourg.
Fait compagnon de la Libération, Philippe Leclerc de Hauteclocque meurt en 1947 dans un accident d'avion. Il est élevé à la dignité de maréchal de France à titre posthume.

## Situation personnelle

### Origines

Armes des Hauteclocque.

Philippe François Marie de Hauteclocque naît le 22 novembre 1902 au château de Belloy-Saint-Léonard, dans le département de la Somme. Il est issu de la famille de Hauteclocque, originaire de la province d'Artois dont une branche a fait souche en Picardie, de noblesse chevaleresque dont l'existence est prouvée depuis 1340.
Il est le petit-fils de Gustave de Hauteclocque (Arras, 1829 – Naples, 30 avril 1914), historien et archéologue, maire de Bermicourt et de Marie-Henriette de Morgan-Frondeville (1834-1908). Le couple a trois fils : Henry (1862-1914, mort pour la France), Adrien (1864-1945) et Wallerand (1866-1914, mort pour la France).
Il est le fils d'Adrien de Hauteclocque (1864-1945) et de Marie-Thérèse Van der Cruisse de Waziers (1870-1956), fille elle-même de Louis Van der Cruisse de Waziers (1820-1907) et de Léontine du Passage (1841-1913).
Philippe de Hauteclocque grandit au sein d'une fratrie de six enfants :
- Guy de Hauteclocque (1892-1965) qui épouse Madeleine de Gargan (sœur de la maréchale Leclerc), dont postérité ;
- Françoise de Hauteclocque (1895-1919), qui épouse Renaud de Chaumont-Quitry (sans postérité) ;
- Madeleine de Hauteclocque (1897-1935), religieuse dominicaine ;
- Yvonne de Hauteclocque (1900-1967), qui épouse Pierre Bodard de La Jacopière, dont postérité ;
- Colette de Hauteclocque (1906-1990), qui épouse Jacques de Baynast de Septfontaines, dont postérité.

Ses parents assurent son éducation jusqu'à l’âge de 13 ans. Il entre en quatrième en 1915 au collège de La Providence d'Amiens, évacué à Poitiers au cours de la Première Guerre mondiale, où il poursuit ses études en lycée,,.

### Formation
En 1922, après avoir préparé le concours à Sainte-Geneviève de Versailles, il est admis à l'École spéciale militaire de Saint-Cyr (promotion Metz et Strasbourg-1922-1924), dont il sort cinquième en 1924. Il entre alors à l'École d'application de la cavalerie de Saumur, dont il sort major en 1925.
Pour sa biographe Christine Levisse-Touzé, Philippe de Hauteclocque se dote d'une canne par habitude de la chasse qu'il affectionne. Cette canne lui permet de fouiller les fourrés à la recherche de gibier.
Le futur maréchal Leclerc habite une maison, face à la gare de Saint-Cyr-l'École, avec sa famille de 1932 à 1938. Il est alors, en tant que capitaine, instructeur à l’école spéciale militaire. Charles, l’un de ses enfants, y fait ses premiers pas.

### Vie privée
Il épouse, le 10 août 1925, Thérèse de Gargan (1903-1996), fille d'Auguste de Gargan (1861-1902) et d'Henriette d'Irumberry de Salaberry (1866-1944). Ils ont six enfants :
- Henri Leclerc de Hauteclocque (1926-1952, mort pour la France)[8] ;
- Hubert Leclerc de Hauteclocque (1927-2015)[9], maire de Tailly (Somme) de 1965 à 2008[10], commandeur de la Légion d'honneur, qui épouse, le 31 octobre 1956, Marie-Églé de Buxeuil de Roujoux. D'où : Bénédicte[11], Sylvia(+), Marie-Thérèse et Gilone ; il joua un rôle important au sein du syndicat des propriétaires forestiers privés, notamment en 1963 pour assouplir le projet de la loi « Pisani »[12] ;
- Charles Leclerc de Hauteclocque (1929-2016) , commandeur du Mérite agricole[13], qui épouse Geneviève de Chabot-Tramecourt. D'où : Henri, Florence, Catherine, Yolaine et Gautier ;
- Jeanne Leclerc de Hauteclocque (1931-2018), qui épouse, le 26 octobre 1960, Robert Galley (1921-2012), engagé dans les FFL à Londres en 1940, compagnon de la Libération, grand officier de la Légion d'honneur, député de l'Aube, ministre, maire de Troyes. D'où deux enfants : Philippe et Alexis Galley ;
- Michel Leclerc de Hauteclocque (1933-2014), colonel de cavalerie, chevalier de la Légion d'honneur, qui épouse, le 4 juillet 1964, Béatrice Guilhem de Pothuau. D'où : Isabelle, Arnaud, Sabine, Emmanuel, Hélène et Xavier ;
- Bénédicte Leclerc de Hauteclocque (née en 1936), qui épouse, le 16 août 1958 à Tailly, Gérard de Francqueville (1926-2017), chevalier de la Légion d'honneur, d'où : Philippe, Pierre-Emmanuel, Thibault et Laure.

De tradition catholique et fervent pratiquant, il manifeste toute sa vie son attachement à sa foi.

## Parcours militaire

### Débuts
Le lieutenant de Hauteclocque a pour première affectation le 5e régiment de cuirassiers à Trèves en Rhénanie-Palatinat ; après y avoir passé un an, il obtient une affectation au 8e spahis, au Maroc. Il participe à la « pacification » du territoire au cours de la guerre du Rif, durant laquelle il se distingue. En 1929, le commandement du 38e goum lui est confié.
Au cours d'un second séjour au Maroc, il est promu capitaine en 1934 et obtient la Légion d'honneur. En 1938, il réussit le concours d'entrée à l'École de Guerre, dont il sort major en 1939.
Il est « issu d'une famille Action française jusqu'en 1940 »,. Il lit l'Action française, sans adhérer à l'ensemble de la doctrine, appréciant surtout l'exaltation des valeurs de la France monarchique contenues dans ce journal et le fait qu'il fonde sa politique sur cette notion : « Le présent vient du passé ». Chevauchant à la tête de son escadron lors de la revue du 14 juillet 1936 et passant devant la tribune officielle où se tiennent Léon Blum et Édouard Daladier, il aurait brocardé ce dernier d'un « Pour le fusilleur, tête droite ! »,.
Il rompt avec l'Action française en 1940, jugeant que le mouvement trahit ses idées et fourvoie les élites qui le suivent. Il se défait également, à cette même époque, des préjugés antisémites des milieux maurrassiens. Toutefois, il maintient sa lecture quotidienne de L'Action française pendant ses conquêtes africaines. Après la guerre, il n'évoque plus Charles Maurras que pour juger sa philosophie critiquable et fera détruire les exemplaires du journal conservés à Tailly.

### Campagne de France (1939-1940)
En mai 1940, le capitaine Philippe de Hauteclocque est chef du 3e bureau à l'état-major de la 4e division d'infanterie, qui fait mouvement vers la Belgique du 12 au 14 mai 1940 et dont certains éléments se trouvent encerclés dans la poche de Lille durant les derniers jours du mois de mai.
Le 28 mai, alors que la capitulation du groupement Molinié est proche et qu'il est devenu inutile, le capitaine de Hauteclocque obtient de son chef, le général Musse, l'autorisation de tenter de traverser les lignes allemandes pour échapper à la captivité. Il part vers la porte de Douai et récupère une bicyclette abandonnée. Il va mettre le cap au sud, échapper plusieurs fois à la capture et abandonner casque et ceinturon, guidé par la rage de s'échapper pour reprendre le combat.

Le 29 mai 1940, il est capturé en vêtements pseudo-civils et à bicyclette. Fouillé, il est trahi par un certificat de paiement de l'école militaire. Lors de son interrogatoire à la mairie de Bohain-en-Vermandois par un officier allemand, il affirme être réformé comme père de famille de six enfants, attestant de cela par une prescription de quinine qu'il avait avec lui et qui mentionnait le nombre de ses enfants. Il subit la raillerie de l'officier qui s'étonne qu'à 37 ans il ne soit pas en train de défendre son «Vaterland». Certainement fatigué de ramasser des prisonniers, l'officier l'invite à décamper de façon dédaigneuse, non sans avoir affirmé que :

« Nation en décadence… (Il ajoute, l'air méprisant : ) Jamais le Grand Reich allemand ne permettra à la France de se relever. »

— Dronne 1970, p. 14-16.
Leclerc n'oubliera jamais cette insulte, à laquelle il s'abstient néanmoins de répondre. Il rejoint les lignes françaises en traversant le canal du Nord et réintègre alors une unité combattante.
Le 15 juin, il participe à une contre-offensive dans la plaine de Champagne. Il est blessé à la tête, à Magnant dans l’Aube. Les blindés allemands ont ouvert le feu sur la maison dans laquelle il se trouvait et une partie du plafond s'est effondrée sur lui. La blessure ne semble pas l'affecter, à tel point qu'il continue le combat, jusqu'à ce qu'il soit de nouveau fait prisonnier.
Son cheval, Iris XVI, sera abattu par les troupes allemandes à l'École de Saint-Cyr le 14 juin 1940, après avoir tué un soldat d'une ruade,.

### Évasion vers l'Angleterre
Le 17 juin 1940, il parvient à s'évader de l'hôpital d'Avallon et prend le parti de continuer sa route, désertant, pour poursuivre la lutte. Il atteint Paris le 21 juin.
Le 27 juin 1940, à Grugé-l'Hôpital, il fait faire de faux papiers au nom de Philippe Leclerc, un nom de famille fréquent dans la Somme.
À bicyclette, malgré l'occupation allemande, il rejoint sa femme et leurs six enfants sur les routes de l'exode, près de Libourne en Gironde. Après les avoir mis au courant de sa volonté de se battre, il se rend à Bayonne où il obtient le 8 juillet un visa pour le Portugal, mais pas pour l'Espagne.
Repassant la ligne de démarcation le 10 juillet, il est le lendemain à Perpignan où il obtient son visa pour l'Espagne. Arrivé le 12 à Cerbère par le train, il est brièvement arrêté le 13 à Port-Bou par les douaniers espagnols qui le font conduire à Figueras pour interrogatoire et jugement, à cause d'un excédent de devises étrangères.
Mais il s'échappe à nouveau, prend le train pour Madrid et de là celui de Lisbonne, où il arrive le 17 juillet. Embarqué le 20 juillet sur le SS Hilary, il arrive à Londres le 24 juillet 1940.
Il se présente au général de Gaulle le 25 juillet. Afin d'éviter que des représailles ne soient dirigées contre sa famille, il a pris le pseudonyme de «François Leclerc», le patronyme étant très fréquent en Picardie et à Belloy même,,,.
Cette décision a probablement changé sa vie. Le général de Gaulle, reconnaissant en lui un chef exceptionnel, le promeut de capitaine à chef d'escadron dès leur première rencontre et lui donne pour mission de rallier l'Afrique-Équatoriale française à la France libre.

### Poursuite de la lutte en Afrique (1940-1942)

#### Départ pour le Cameroun

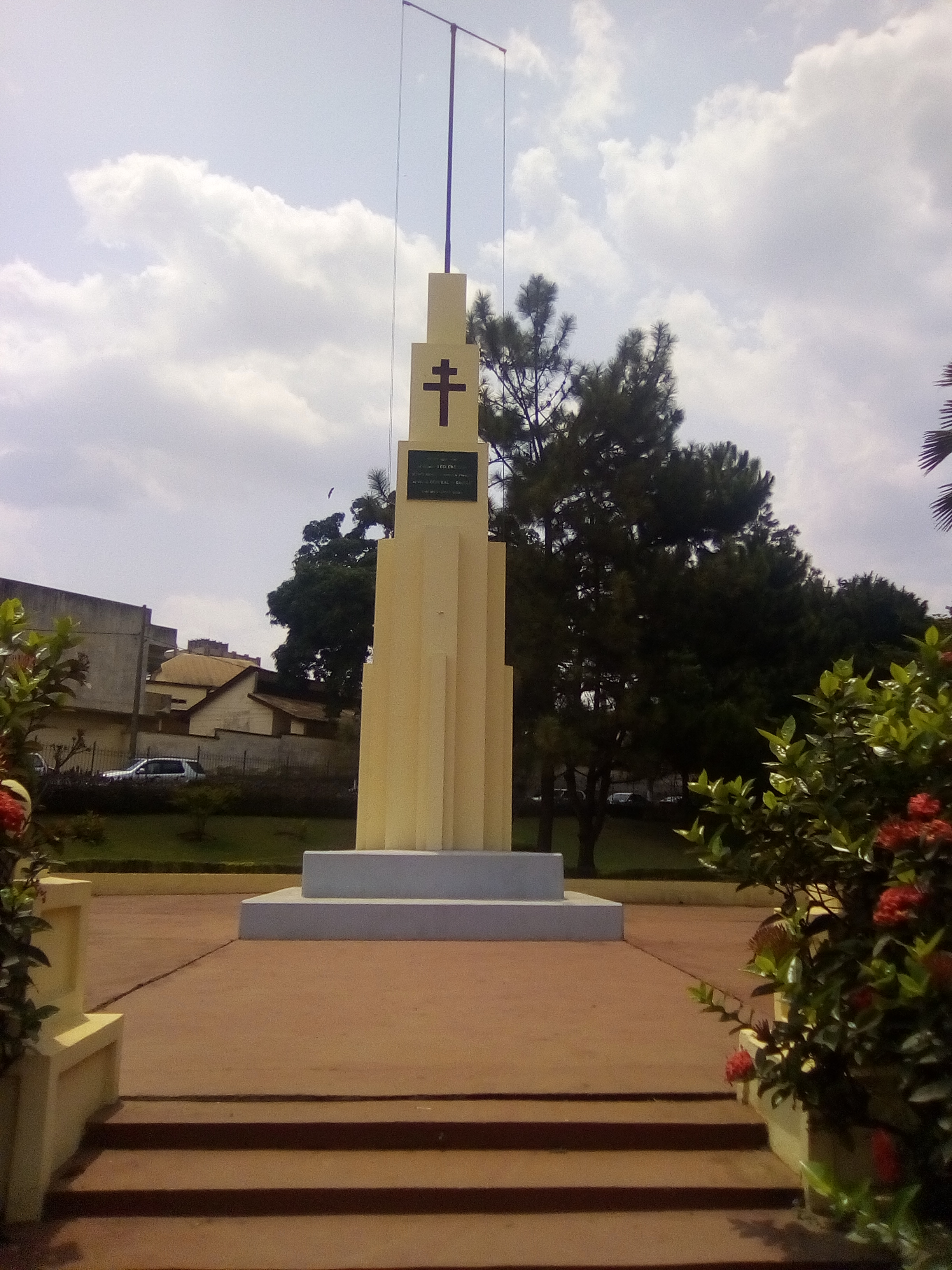
Monument au Colonel Leclerc à Yaoundé (Cameroun)

Le 6 août 1940, il quitte l'Angleterre pour le Cameroun avec René Pleven, les capitaines André Parant et Claude Hettier de Boislambert. Le voyage se fait à bord d'un hydravion Sunderland, le Clyde. Il atterrit à Lagos au Nigéria le 10 août 1940. Dans la nuit du 26 au 27, avec Boislambert, il débarque de nuit en pirogue à Douala avec 22 hommes. Il fait la connaissance du commandant Louis Dio, qui arrive de Fort-Lamy ( Ndjamena) à la tête d'un détachement du régiment de tirailleurs sénégalais du Tchad. Il parvient à convaincre les autorités fidèles à Vichy de s'effacer et rallie le Cameroun, le Tchad et le Congo à la cause de la France libre, sous l’égide de Félix Éboué et du colonel de Larminat.
Jugeant son grade de commandant insuffisant, face au gouverneur général et au lieutenant-colonel Bureau, commandant les troupes à Douala, il arrache les quatre galons de sa manche gauche pour en recoudre un sur celle de droite : le voici colonel, lui qui n'était qu'un simple capitaine un mois plus tôt.
Le 28, le colonel Edgard de Larminat prend possession des bâtiments de gouvernement général à Brazzaville.
Leclerc est nommé Commissaire général du Cameroun et le 28 août, c'est toute l'Afrique-Équatoriale française, à l'exception du Gabon, qui s'est ralliée au général de Gaulle. Celui-ci, au cours d'une visite à Douala le 8 octobre, donne son accord à Leclerc pour qu'il tente de rallier ce dernier pays à sa cause.
Avec l'aide des Forces françaises libres, repliées après l’échec de l’expédition de Dakar (23-25 septembre), Leclerc débarque près de Libreville le 8 et, le 10 novembre, le Gabon se joint à la France libre.

#### Promotion au grade de colonel
Leclerc est alors officiellement confirmé au grade de colonel par le général de Gaulle, grade qu'il s'était attribué « comme par enchantement », selon l'expression de De Gaulle, en arrivant au Cameroun pour ne pas être en infériorité hiérarchique par rapport au lieutenant-colonel Bureau, en poste à Douala, et il est désigné comme commandant militaire du Tchad.
La France libre a pour la première fois une assise territoriale et stratégique significative.
À partir de ces bases, sa colonne, qui compte notamment le capitaine Massu, effectue des raids de plusieurs milliers de kilomètres au milieu du désert, avec un équipement peu adapté aux conditions climatiques et au sol sableux, et se dirige vers des postes italiens.
Ayant pris l'oasis de Koufra (28 février 1941) avec un canon et 300 hommes seulement (par surprise, avec des effectifs limités et avec une grande rapidité, ce qui sera plus tard sa tactique dans ses combats sur le sol français en 1944), il fait le serment avec ses soldats de ne pas déposer les armes avant d'avoir vu le drapeau français flotter sur la cathédrale de Strasbourg. Koufra sera par la suite honoré par le RMT longtemps stationné au quartier Koufra sur le camp de Linas-Montlhery à côté du 1er RAMa (quartier Champrosay) appartenant à la 2e DB du Maréchal Leclerc dont les troupes étaient entrées dans Arpajon jouxtant le camp le 23 aout 1944.
Le 16 juin 1941, il est déchu de la nationalité française par un décret du gouvernement de Vichy. Le 11 octobre, la cour martiale de Gannat le condamne à mort par contumace et à la confiscation de ses biens pour « crimes et manœuvres contre l'unité et la sauvegarde de la patrie ».
Parallèlement, il est promu général de brigade dès le mois d’août 1941, mais, trouvant cette promotion prématurée, il n’arborera ses étoiles que plus tard, lorsque ses hommes lui offriront un képi étoilé cousu main.

#### Campagne du Fezzan
En février-mars 1942, il mène une campagne dans le Fezzan italien. Nommé le 25 mars commandant supérieur des troupes de l'Afrique française libre, il part pour Brazzaville, laissant le colonel François Ingold à la tête des troupes du Tchad. Le 22 septembre, de Gaulle lui donne l'ordre de conquérir le Fezzan et d'avancer jusqu'à Tripoli, de même qu'il prescrit l'envoi de troupes au Niger, afin de rallier à la France libre l'Afrique-Occidentale française (objectif qu'il abandonne finalement à la mi-novembre).
Le 16 décembre 1942, Leclerc est à Zouar en inspection. Il lance le 22 décembre l'offensive sur le Fezzan et conduit sa colonne, forte de 4 000 Africains et 600 Européens appuyés par le groupe aérien Bretagne, à Sebha le 12 janvier, Mourzouk le 13 et Tripoli le 25. Le 2 février 1943, il rencontre à Ghadamès le général Delay, commandant le front Est du Sud algérien.
Puis, rejoint par la colonne volante de Jean Rémy, détachée des Forces françaises libres du Western Desert, il participe avec la 8e armée britannique à la campagne de Tunisie contre l'Afrika Korps. Après la bataille de Ksar Ghilane, où la Force L (L pour Leclerc) résiste victorieusement à une attaque allemande, il s'empare de Gabès, puis entre à Kairouan le 12 avril. Huit jours plus tard, il participe, à Tunis, au défilé de la victoire, à la tête de ses troupes (au sein des troupes anglo-américaines et non avec les Français de l'Armée d'Afrique, que les FFL ont parfois combattus, notamment à Dakar).

« Tirailleurs africains ou coloniaux et soldats de France métropolitaine venus du cœur de l'Afrique à travers le Sahara, fraternellement unis, debout dans leurs étonnantes voitures bardées de filets de camouflage, de tôles de désensablement, de guerbas avaient un halo de légende. Ils furent frénétiquement applaudis. »

— Raymond Dronne (1970) p. 291
Leclerc se consacre dès lors à forger l'outil du renouveau de l'Armée française.

### Libération de la France et fin de la guerre (1943-1945)

#### Maroc: l'outil se forge
Leclerc est nommé général de division le 25 mai 1943, la Force L devenant 2e division française libre (2e DFL) le 30 mai, sur le sol africain. Renvoyée par le général Giraud en Libye le 10 juin, sa division reçoit le renfort d'évadés de France par l'Espagne et d'unités issues des troupes vichystes ralliées de l'Armée d'Afrique. Rebaptisée 2e division blindée (2e DB) le 24 août 1943, elle est réorganisée sur le modèle américain et rejoint, en septembre 1943, le camp de Temara, au Maroc, où elle demeure jusqu'en avril 1944, pour y parfaire son entraînement et compléter ses effectifs. Il reçoit enfin l'affectation d'un régiment de chasseurs de chars, le RBFM, qui lui avait été promis.
Le 10 avril 1944, la 2e DB au complet entame son embarquement pour l'Angleterre, où elle est affectée à la 3e armée américaine du général Patton. Une grande unité française, armée, équipée et structurée à l'américaine, va combattre sous commandement américain.

#### Débarquement en Normandie

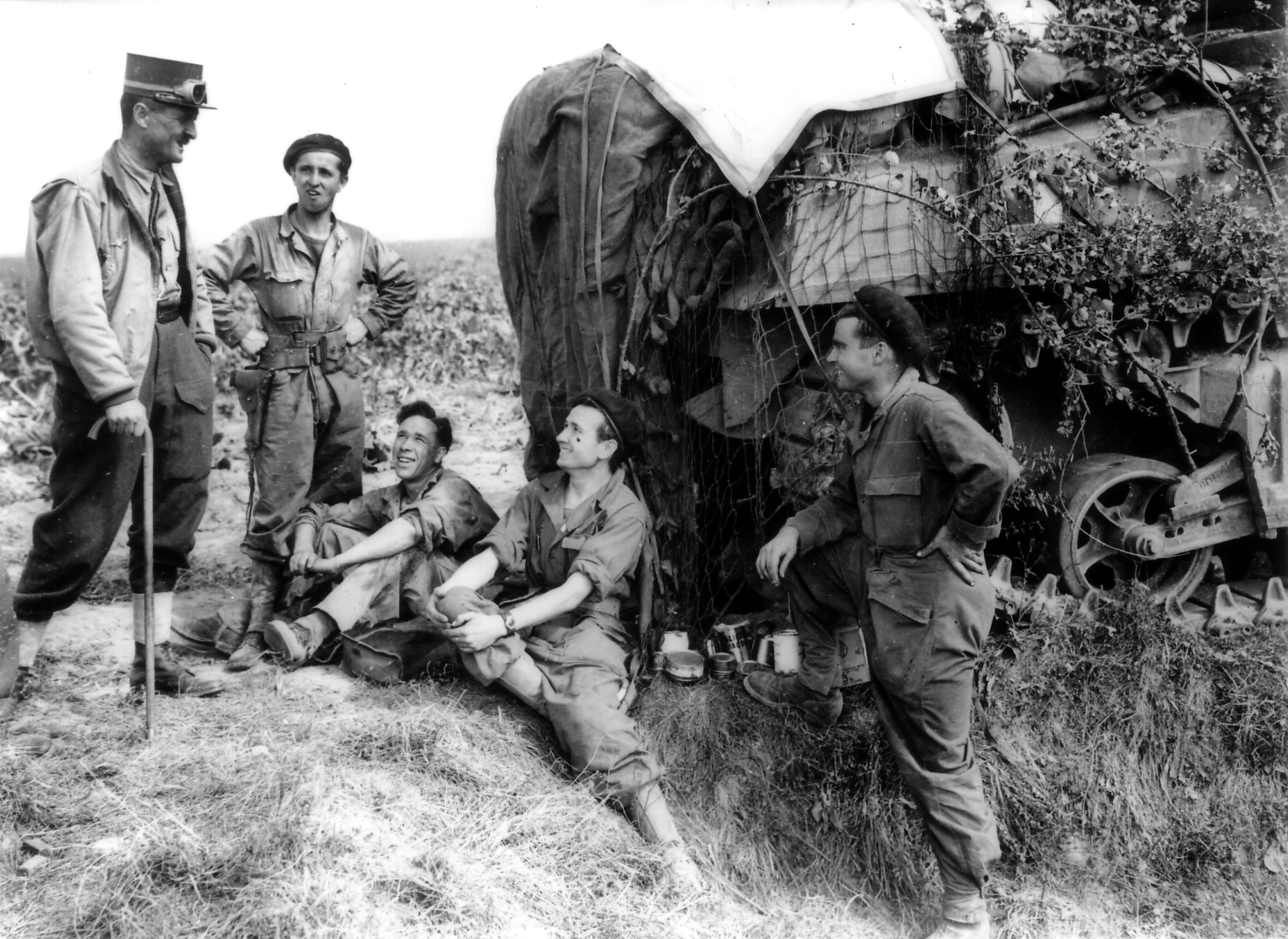
Leclerc, en Normandie, avec les hommes du.

Envoyée en Normandie, la 2e DB débarque le 1er août 1944 dans la Manche, sur la plage de Saint-Martin-de-Varreville, et va établir son premier camp à Vesly, dans un champ dénommé «champ Robert», où elle séjourne dix jours, le temps de s'organiser, avant de faire route sur Argentan et Alençon, tout en ayant au passage prêté main-forte, lors de la fermeture de la poche de Falaise, à Chambois-Mont-Ormel.
Faisant partie de la 3e armée du général Patton, la division de Leclerc, ou «division Croix de Lorraine», devient parfois même le fer de lance des attaques américaines. Sa division libère, le 12 août, Alençon, s'illustre dans la forêt d'Écouves mais bute, le 13 août, à Argentan, qu'elle ne peut investir, gênant, en fait, les mouvements américains. Leclerc demande alors l'autorisation de quitter le théâtre des opérations en Normandie, pour : « Ne plus perdre un seul homme ici et libérer Paris, la capitale de la France. ».
Il a à sa disposition un char PC de commandement armé d'un simulacre de canon en bois, le Tailly.
Il peut, au passage, le 2 août 1944, s'arrêter chez ses cousins à Prétot-Sainte-Suzanne, chez Françoise de Hautecloque. Il en repart accompagné des deux premiers engagés sur le sol de France (un neveu et son ami).

#### Marche sur Paris
Après les demandes répétées du général de Gaulle aux alliés, le général Marie-Pierre Kœnig porte le 22 août 1944 une seconde lettre de De Gaulle au général Eisenhower. Celui-ci informe alors le général Marshall, chef d'état-major de Roosevelt, qu'il a donné l'ordre de libérer Paris, car l’insurrection ayant démarré le 19 août, la situation était grave dans la capitale. Dans la soirée, le général Omar Bradley autorise le général Leclerc à marcher sur Paris.

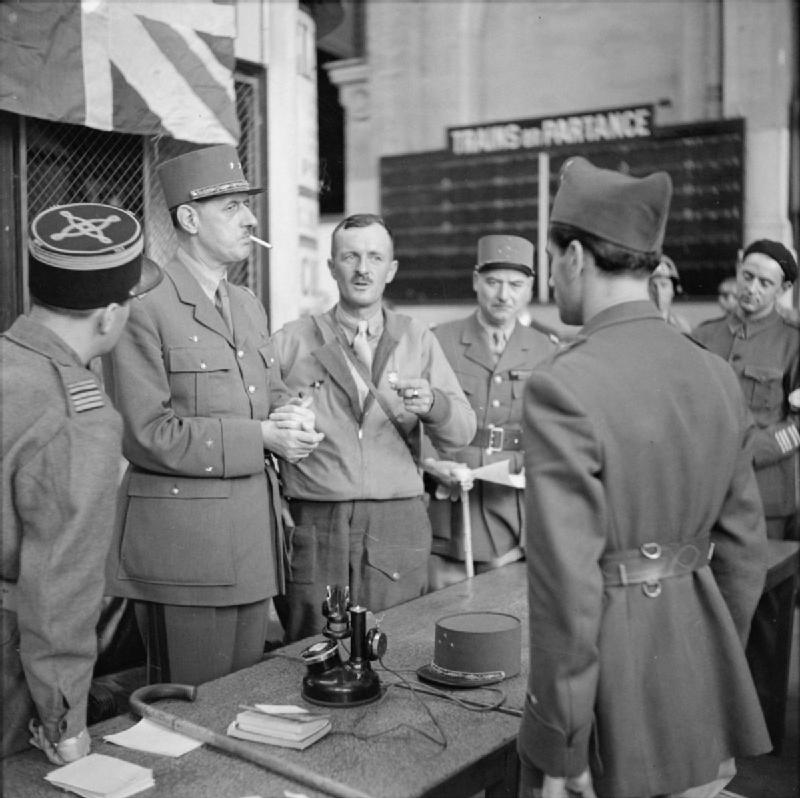
Le général De Gaulle avec le général Leclerc et d’autres officiers français à la gare Montparnasse à Paris, le 25 août 1944.

Au château de Rambouillet, le soir du 23 août le général Leclerc et le général de Gaulle se rencontrent pour mettre la touche finale de l'entrée dans Paris. Ce jour, une colonne de reconnaissance est accueillie par des tirs à Arpajon (alors que d'autres sources mentionnent une entrée de troupes US un jour plus tot).

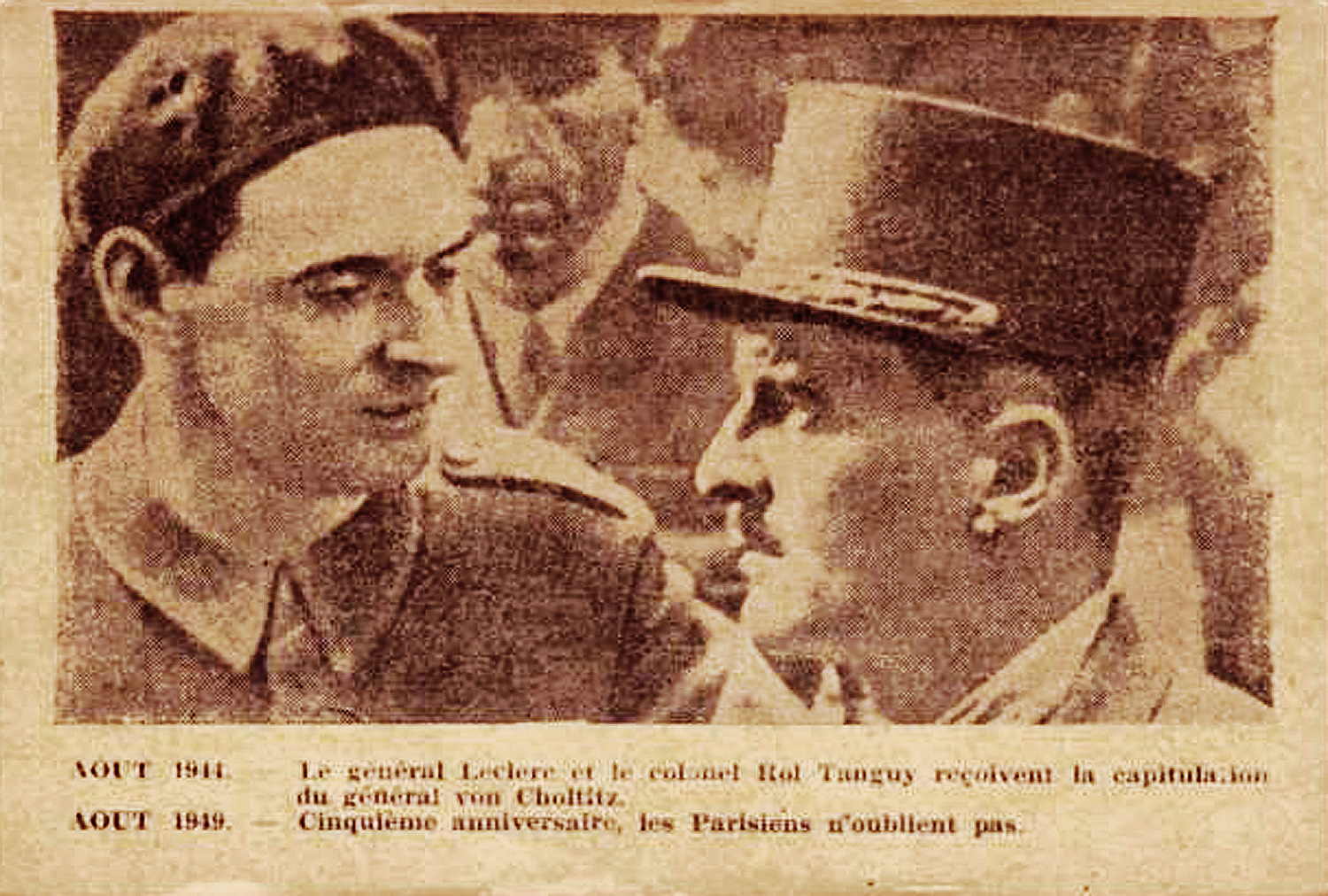
Rol-Tanguy et Leclerc.

La 2e DB fonce pour la libération de Paris dans une attaque audacieuse en deux axes sur la N10 et la N20 et, le 25 août 1944, le général Leclerc reçoit la reddition du général von Choltitz, gouverneur militaire allemand de Paris, dans les appartements du préfet de police Charles Luizet. Ils se rendent ensuite à la gare de Paris-Montparnasse, où la capitulation des troupes nazies est signée également par le chef communiste Rol Tanguy. La capitale a été libérée en deux jours, en particulier par l'action menée de l'intérieur par ces mêmes forces résistantes sous les ordres de Rol Tanguy, dans un mélange de liesse et de coups de feu. Les blindés de Leclerc ont exercé une pression supplémentaire sur les forces nazies.
Les généraux de Gaulle et Leclerc descendent alors côte à côte l'avenue des Champs-Élysées le 26 août alors qu'éclatent encore des accrochages sporadiques.
Autorisé à prendre une courte permission chez lui à Tailly, où il se rend en avion, il retrouve sa famille qu'il n'avait pas vue depuis quatre années. Il rentre après deux jours de séjour accompagné de ses deux fils aînés, Henri (18 ans) et Hubert (17 ans) qui s'engagent dans les unités de la 2e DB. Le combat reprend, en famille.

#### Marche sur Strasbourg
Partie de Paris le 8 septembre 1944, la 2e DB se dirige vers l'Est pour des combats contre le général von Manteuffel durant lesquels la 112e Panzer Brigade est écrasée à Dompaire le 13 septembre perdant 59 chars. Après une pause imposée par le commandement américain, l'axe de marche est dirigé sur Strasbourg.
Pendant la pause face à la  Vorvogesenstellung (1re ligne de défense), Leclerc a connaissance d'exactions allemandes. Il adresse une lettre de mise en garde au Kampfkommandant de Baccarat :

« L'armée allemande n'obéit plus, vis-à-vis des populations civiles, aux lois de la guerre. Des villages sont systématiquement brûlés, les habitants fusillés ou déportés… L'ordre de déportation de la population de Baccarat et de celle de Raon-l'Étape vient d'être donné… J'avertis officiellement le commandement allemand que je vais faire, au fur et à mesure, des constats et que je relève, chaque fois, les noms des officiers responsables. Quel que soit le nombre de semaines, de mois pendant lesquels l'Allemagne réussira encore à prolonger la guerre, elle devra bientôt s'incliner. J'emploierai tout mon poids à ce que justice soit faite. »

— Général Leclerc au Général Feuchtinger
Le général Feuchtinger n'exécute pas la déportation prévue et part avant l'attaque du 29 octobre.
Avant la fin de l'année 1944, le 23 novembre, ses troupes libèrent Strasbourg à l'issue d'une charge partie de Baccarat, ville libérée le 31 octobre, et traversant des cols des Vosges difficilement praticables et barrés.
C'est l'occasion d'une prise d'armes à Strasbourg pour rappeler que le serment de Koufra a été tenu.
Cependant, Leclerc est cloué en Alsace et doit se battre contre sa hiérarchie. Sa division est bloquée dans la plaine d'Alsace inondée, en position défensive. Il travaille à la réduction de la poche de Colmar puis à celle de Royan. Ses relations sont difficiles avec le général de Monsabert. Leurs conceptions militaires s'affrontent.

#### En Allemagne
Dans les premiers jours de mai, passés en Allemagne, les soldats de la 2e DB découvrent les horreurs des camps de concentration et portent secours à des Français rescapés de Dachau.
Ils s'emparent brillamment, dans la nuit du 4 au 5 mai 1945, du Kehlsteinhaus, le « nid d'aigle » d'Adolf Hitler, à Berchtesgaden, en Bavière, et le tiennent jusqu'au 10 mai, date à laquelle ils sont remplacés par des troupes américaines.
En réalité, plusieurs unités revendiquent le fait que leurs hommes aient atteint les premiers le « Nid d'aigle », notamment :
- les éléments de la 2e division blindée française, Georges Buis et Paul Repiton-Préneuf, qui auraient été présents dès la nuit du 4 au 5 mai, et auraient dû partir le 10 sur demande du commandement américain, après avoir pris de nombreuses photographies[44].
- la 3e division d'infanterie américaine, soutenue par les écrits de Herman Louis Finnell, du 7e régiment, 1re compagnie[45], ce que confirme le général Maxwell D. Taylor[46], affirma avoir été présent dès le 10 mai.
- la Easy Company, du 506e régiment d'infanterie, 101e division aéroportée américaine[47] prétend également être arrivée la première.

#### Affaire des Waffen-SS français

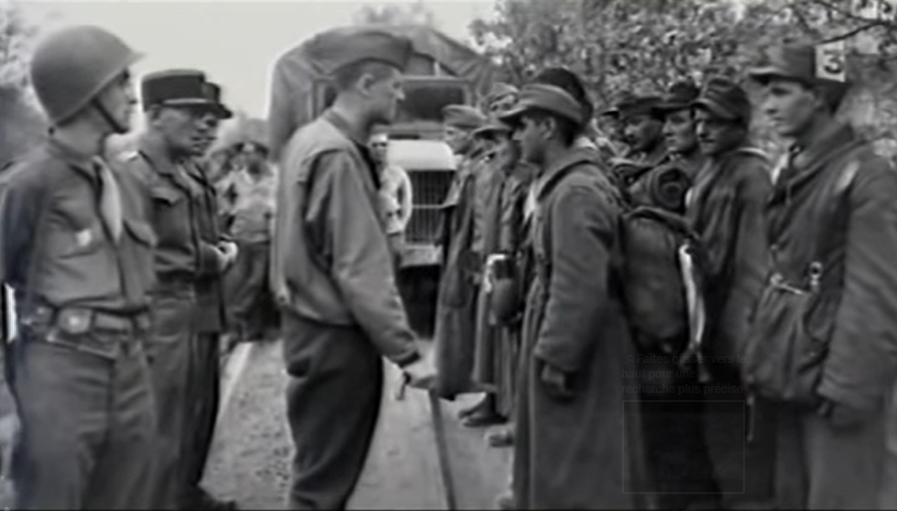

Le 6 mai au matin, Leclerc prend ses quartiers dans le village de Bad Reichenhall (Haute-Bavière), non loin de Berchtesgaden. Le même jour, douze Waffen-SS français, issus pour la plupart de la division Charlemagne, ont été capturés par les Américains. Ils sont remis à la 2e DB. Quelques clichés photographiques ont été pris lors de cette rencontre entre Français. Leclerc a un bref échange avec les prisonniers, demandant à l'un d'eux : « N'avez-vous pas honte de servir sous cet uniforme ? » Le SS français aurait alors répondu que Leclerc portait lui-même un uniforme américain.
Selon les témoignages existants, Leclerc aurait ensuite quitté les lieux, en déclarant sur le ton de l'agacement : « Débarrassez-moi de ces gens-là ! » Le GPRF, informé de l'existence des prisonniers, ne reçoit plus ensuite aucune nouvelle et s'en inquiète par télégramme le 18 mai. Les autorités de Paris ignorent alors que les douze SS français ont été fusillés, le 7 ou le 8 mai, dans une clairière, au lieu-dit Kugelbach, par des soldats du régiment de marche du Tchad (des républicains espagnols de la Nueve). Exécutés par groupe de quatre, ils ont été assistés religieusement par le père Maxime Gaume, aumônier de la division. L'exécution des prisonniers ne s'est accompagnée d'aucun jugement, le tribunal militaire de la 2e DB ne s'étant pas réuni pour l'occasion.
Plusieurs décennies après les faits, la responsabilité de cet acte, qui s'inscrit dans le cadre plus large de la répression de la collaboration avec l'Allemagne nazie, n'a pas pu être déterminée. Le père Gaume, désigné pour assister les fusillés, aurait déclaré que la décision d'exécuter les prisonniers avait été prise « à l'état-major » de la division. Le 2 août 1948, le même père Gaume déclare aux gendarmes du Dahomey que l'ordre de fusiller les prisonniers avait été donné par « le commandant français », sans plus de précisions.
Au moment de l'exécution, le lieutenant Morvan, qui commandait l'un des pelotons, aurait évoqué « le haut état-major de la division ». Jean-Christophe Notin, biographe de Leclerc, estime impossible de déterminer ce que recouvre exactement ce terme de « haut état-major » et s'abstient dès lors, de conclure si l'ordre d'exécution a été donné par Leclerc lui-même, « travaillé par les horreurs de Dachau, révolté par l'arrogance des prisonniers », qui aurait alors cédé à un accès de colère, ou par un autre officier supérieur, qui aurait interprété le « Débarrassez-moi de ces gens-là ! » de Leclerc comme un ordre de les fusiller. Jean-Christophe Notin estime que « l'affaire est grave, puisqu'elle mêle l'icône de la Libération à l'exécution de douze prisonniers ». En l'absence de toute conclusion définitive, il replace cependant cet épisode dans le contexte « des horribles visages de la guerre, qui n'en a que très peu de beaux ».

#### Extrême-Orient

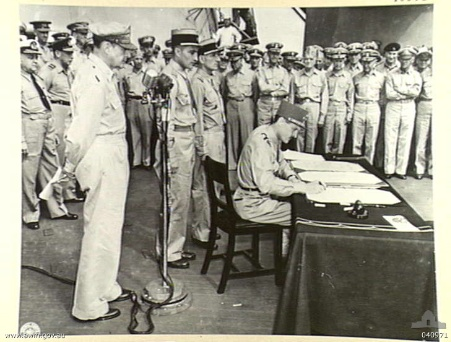
Leclerc signant l'acte de capitulation du Japon à bord de l'.

Le 22 juin 1945, Leclerc fait ses adieux avec solennité à sa division. Il la quitte pour rejoindre le Corps expéditionnaire français en Extrême-Orient, mis sur pied pour intervenir en Indochine française, que l'empire du Japon occupe depuis 1940 et contrôle totalement depuis le coup de force du 9 mars 1945. Leclerc prend en charge l'entraînement du Corps expéditionnaire, mais le Japon annonce finalement sa capitulation en août. Leclerc arrive le 22 août à la base alliée de Kandy (Ceylan) pour préparer l'entrée de ses troupes en Indochine, où différents groupes indépendantistes prennent le pouvoir et une partie des Français demeurent prisonniers des Japonais.
Leclerc apprend de la bouche du commandant britannique Louis Mountbatten que Britanniques et Chinois, en vertu des accords de Potsdam négociés sans la France, pénétreront les premiers en Indochine française et que les troupes françaises n'ont pas encore l'autorisation d'y débarquer.
Leclerc, bloqué à Ceylan et empêché de secourir les populations françaises, alerte de Gaulle pour qu'il fasse pression sur le président Truman, mais les États-Unis s'abstiennent d'intervenir pour ne pas mécontenter le président chinois Tchang Kaï-chek.
Le 2 septembre 1945, Leclerc signe, au nom de la France, les actes de capitulation du Japon à bord du cuirassé USS Missouri, en rade de Tokyo. Le 12 septembre 1945, il est présent à la signature de la reddition japonaise à Singapour .

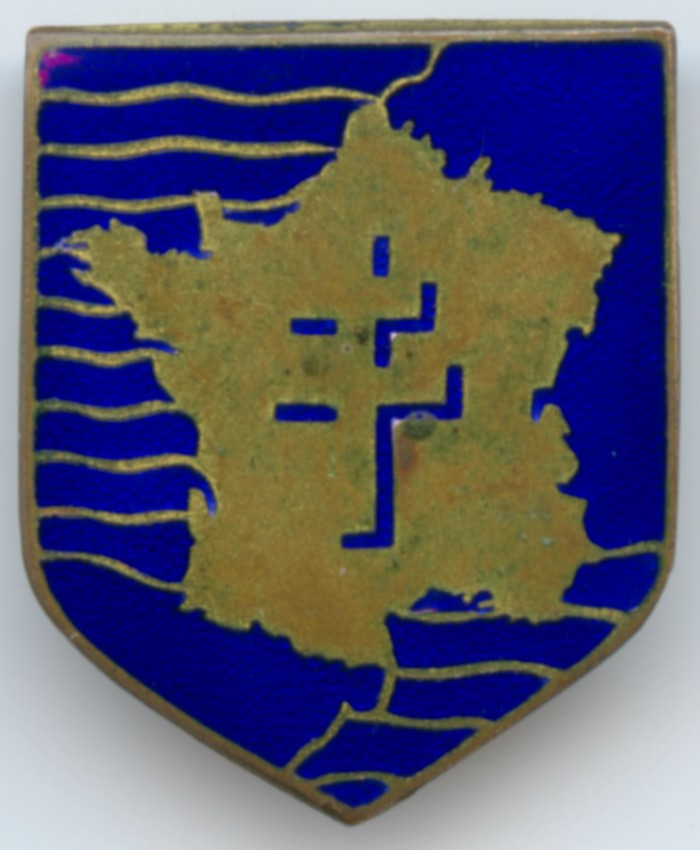
Insigne de la 2e division blindée fabriqué en Angleterre avant son débarquement en Normandie. Cet emblème représente la France, avec en son centre la croix de Lorraine.
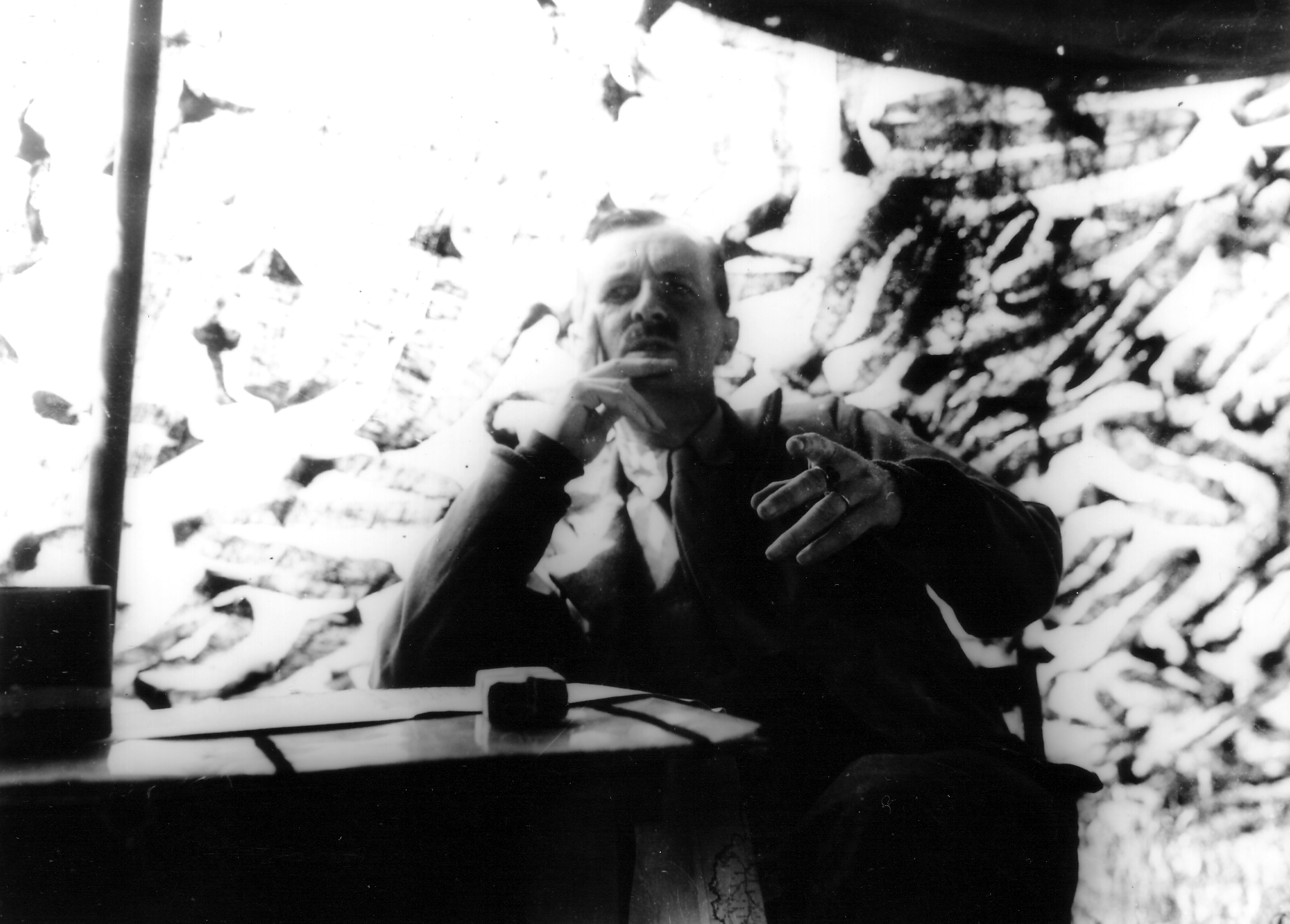
Le général Leclerc dans son poste de commandement de Fleuré-Écouché.
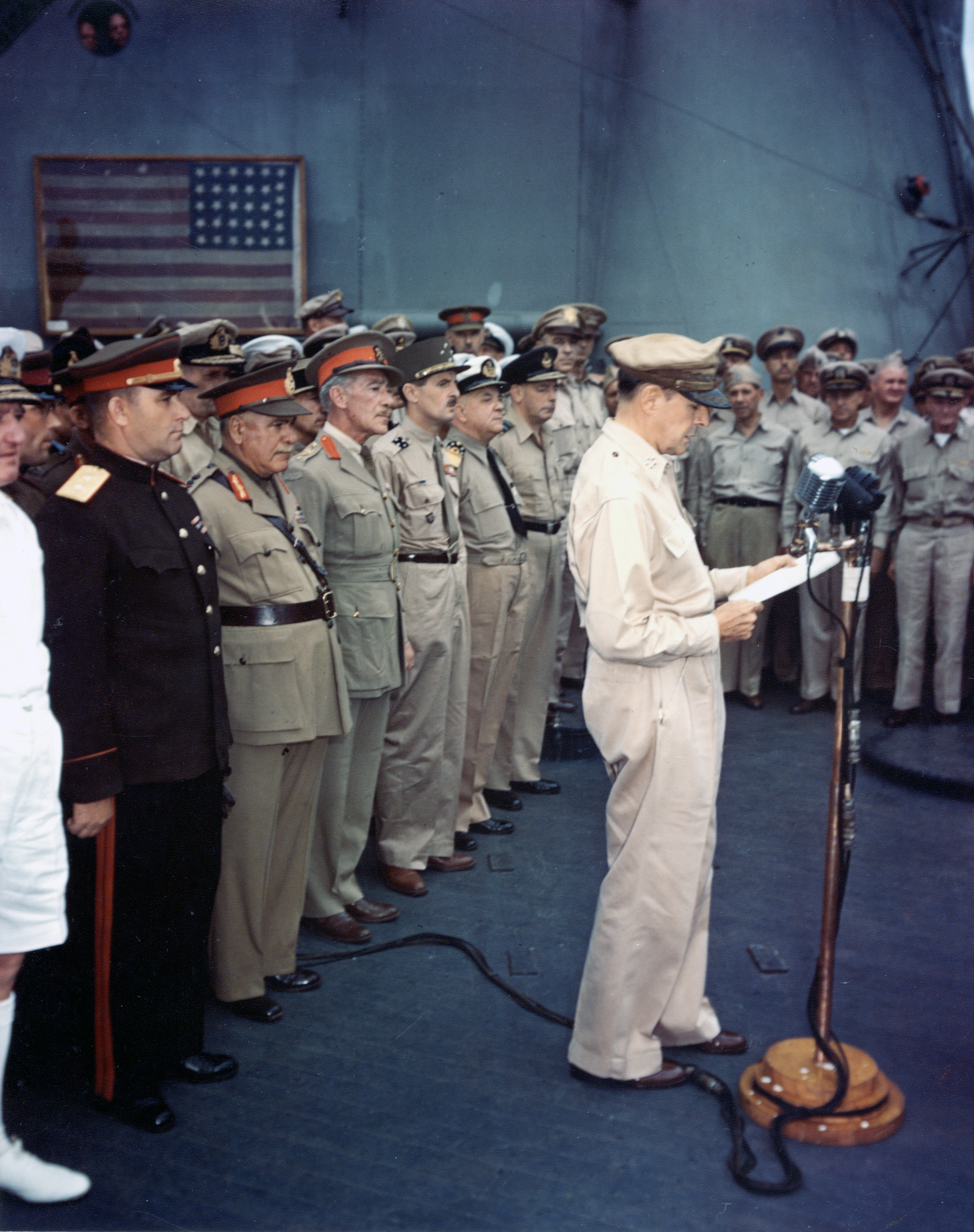
Leclerc, parmi les représentants des autres nations alliées, pendant le discours du général MacArthur, après la capitulation du Japon.

### Après-guerre
Ce n'est que le 5 octobre que Leclerc, après avoir enfin reçu l'autorisation des Alliés, peut débarquer en Indochine, pour en entamer la reconquête et participer au désarmement des troupes japonaises. La destruction de l'administration coloniale par les Japonais en mars 1945 et la reddition des Japonais en août, ont laissé le territoire indochinois en plein chaos, les indépendantistes vietnamiens, cambodgiens et laotiens ayant les mains libres. Hô Chi Minh, chef du Việt Minh communiste, a notamment proclamé le 2 septembre 1945 (jour de la capitulation officielle du Japon) l'indépendance du Viêt Nam.
La reprise en main du Cambodge est aisée : le roi Norodom Sihanouk ayant invité les Français à rétablir leur protectorat, Leclerc peut arrêter facilement le premier ministre indépendantiste Son Ngoc Thanh.
La situation est nettement plus complexe en territoire vietnamien, où les hommes de Leclerc parviennent progressivement, entre octobre 1945 et janvier 1946, à rétablir la souveraineté française dans toute la Cochinchine, puis dans le Sud-Annam, tandis que le nord de l'Annam et tout le Tonkin demeurent sous le contrôle du Việt Minh. Les accords Hô-Sainteny permettent finalement de débloquer la situation, en lançant un processus de négociations avec les indépendantistes communistes vietnamiens.
Le 18 mars 1946, le Corps expéditionnaire, commandé par Leclerc, peut enfin faire son entrée dans Hanoï. Le 26 mars, Leclerc rencontre Hô Chi Minh, et leur prise de contact se passe bien, Leclerc étant favorable à une résolution par la voie politique de la crise qui secoue la colonie française. En mai 1946, les troupes de Leclerc achèvent de reprendre le contrôle de l'Indochine en s'assurant celui du Laos.
Le 12 juillet 1946, Leclerc est nommé inspecteur des forces terrestres en Afrique du Nord. Pour qu'il accepte plus facilement ce poste moins prestigieux, il est promu général d'armée deux jours plus tard.

## Mort

### Circonstances et controverses
Le 28 novembre 1947, au cours d'une tournée d'inspection en Afrique du Nord, l'avion de Leclerc, un B-25 Mitchell est pris dans une tempête de sable. On suppose que le pilote est descendu à basse altitude pour trouver des repères géographiques, mais l'avion a percuté le remblai de la voie ferrée, à côté du Djebel Aïssa, non loin de Colomb-Béchar. Les douze occupants de l'appareil sont tués sur le coup.
Un treizième cadavre aurait été retrouvé dans la carcasse de l'avion. Selon le général Vézinet, il ne s'agirait que de vertèbres cervicales. Ce treizième corps, jamais identifié, a alimenté l'idée d'un complot, ; l'enquête de Jean-Christophe Notin révèle qu'il s'agit du corps d'un officier de l'armée de l'air qui aurait bénéficié du vol en « taxi-stop ».
Plusieurs rumeurs circulent quant au fait que Leclerc aurait été victime d'un attentat. Conrad Kilian, mort le 30 août 1950 dans des circonstances controversées, est le premier à lancer l'idée : la Grande-Bretagne aurait fait assassiner Leclerc à cause de la guerre secrète du pétrole dans le Fezzan, dans la partie ouest de la Libye. Cette théorie est reprise par la suite par d'autres sources. Aucune preuve n'a toutefois permis de la confirmer.
A contrario, Jean-Christophe Notin apporte des pistes de réflexion montrant que l'avion, modifié pour accueillir des passagers et déséquilibré par l'ajout d'une couchette à l'arrière, aurait simplement décroché alors qu'il volait à basse altitude, ainsi qu'il avait tendance à le faire à la suite de ces modifications,. Selon la même source, qui cite plusieurs exemples, Leclerc avait à de nombreuses reprises durant la Seconde Guerre mondiale forcé des équipages à voler dans des conditions plus que défavorables, ce qui provoqua plusieurs accidents. C’est cette dernière version des faits qui tend à être la plus plausible, en effet elle a été confirmée par le célèbre aviateur Marcel Henriet qui était présent sur l’aérodrome au moment du décollage de l’appareil et qui a été témoin de l’ordre donné par Leclerc de décoller malgré les mauvaises conditions climatiques.
Les légionnaires bâtiront en 1948 le « monument Leclerc » sur le lieu de l'accident,,.

### Obsèques nationales
La nouvelle de cette mort est un choc pour une France qui se relève difficilement d'une terrible guerre et voyait en cet homme le libérateur de Paris et de Strasbourg, celui qui avait lavé l'affront de la défaite de 1940.
Le 29 novembre 1947, l'Assemblée nationale vote à l'unanimité les obsèques nationales, sur une résolution déposée par le député René Pleven.
La dépouille mortelle, ainsi que celle de ses onze compagnons, est transférée d'Alger à Toulon à bord du croiseur Émile Bertin entre le 3 et le 4 décembre 1947. Après un hommage national à Notre-Dame, la 2e DB escorte son chef vers l'Arc de Triomphe, où une foule de Français vient s'incliner devant le cercueil du général. Il est inhumé dans la crypte des Invalides, dans le caveau des gouverneurs.
Le 30 novembre 1997, pour le cinquantenaire de l'anniversaire de son décès, une homélie ainsi qu'une messe sont célébrées en la cathédrale d'Amiens par Mgr Jacques Noyer, évêque d'Amiens et le père Maurice Cordier, ancien combattant de la 2e DB et aumônier général des anciens de la 2e DB.

## États de services

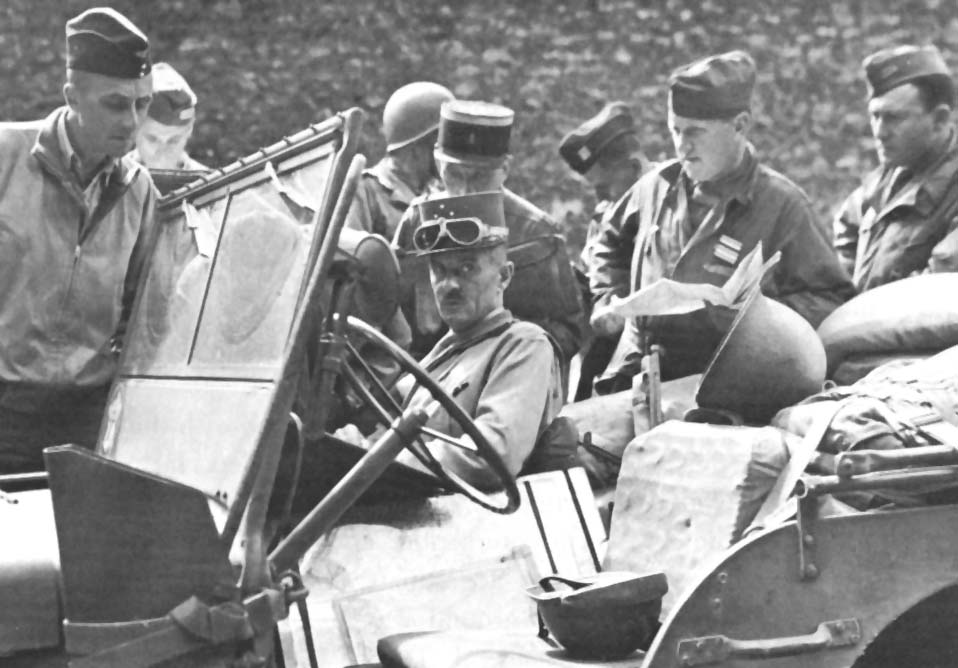
Général de division Philippe Leclerc de Hauteclocque, commandant de la 2e DB en opérations entouré de son état-major.

- 9 septembre 1924 : nommé sous-lieutenant, promotion Metz-Strasbourg de Saint-Cyr (5e de promotion sur 344 élèves), affecté au 24e régiment de dragons
- 26 octobre 1926 : promu lieutenant
  - 8 octobre 1926 : affecté au 8e régiment de spahis algériens
  - 19 septembre 1928 : instructeur à l'École des élèves officiers marocains
  - 15 juillet 1930 : affecté au 1er régiment de chasseurs d'Afrique
  - 24 mai 1931 : instructeur de cavalerie à l'École spéciale militaire
- 25 décembre 1934 : promu capitaine
  - 11 juin 1938 : breveté observateur en avion no 3993
  - 1er novembre 1938 : élève à l'École supérieure de guerre
  - 1939 : brevet d'état-major (60e promotion)
  - 13 février 1940 : chef du 3e bureau à la division cuirassée de l'état-major
  - 1er juin 1940 : fait prisonnier mais libéré.
  - 15 juin 1940 : blessé, fait prisonnier
  - 17 juin 1940 : évadé
  - 25 juillet 1940 : rejoint la France libre à Londres
- 31 juillet 1940 : promu commandant
  - 27 août 1940 : rallie le Cameroun à la France libre
- 25 novembre 1940 : auto-promu colonel, sans avoir jamais été lieutenant-colonel, sera confirmé ensuite dans son grade par le général de Gaulle
  - 25 novembre 1940 : commandant du régiment de tirailleurs sénégalais du Tchad, dirige les opérations Mourzouq et Koufra
- 10 août 1941 : nommé général de brigade à titre provisoire
- 14 avril 1942 : nommé général de brigade à titre définitif
- 25 mai 1943 : promu général de division
  - juin 1943 : commandant de la 2e DFLGénéral de division Philippe Leclerc de Hauteclocque, commandant de la 2e DB en opérations entouré de son état-major.
  - 1er septembre 1943 : commandant de la 2e DB
  - 20 février 1945 : commandant du 3e corps d'armée
- 25 mai 1945 : élevé aux rang et appellation de général de corps d'armée
  - 18 août 1945 : commandant du corps expéditionnaire d'Extrême-Orient à Saïgon, délégué général du haut-commissaire de France en Indochine
  - 2 septembre 1945 : signataire, au nom de la France, des actes de capitulation du Japon
  - 17 novembre 1945 : autorisé à rajouter son nom de guerre Leclerc à son patronyme de naissance
  - 18 mars 1946 : entre à Hanoï
- 14 juillet 1946 : élevé aux rang et appellation de général d'armée
  - 25 décembre 1946 : chargé de mission par le président de gouvernement en Indochine
  - 12 avril 1947 : nommé inspecteur des Forces terrestres, maritimes et aérienne d'Afrique du Nord
  - 1er juillet 1947 : nommé membre du Conseil supérieur de la Défense nationale
  - 28 novembre 1947 : décès en service commandé, à Colomb-Béchar, au cours d'une mission d'inspection (accident d'avion)
- 23 août 1952 : élevé à titre posthume à la dignité de maréchal de France

## Décorations

### Intitulés

#### Décorations françaises
- Médaille militaire (1946).

(Nota : la médaille militaire se porte avant la LH pour les officiers généraux ayant commandé au front, attention selon La Grande Chancellerie aucun texte officiel n'existe et il s'agit d'une simple habitude)
- Grand-croix de la Légion d'honneur (1945)
- Compagnon de la Libération (1941)
- Croix de guerre 1939-1945 (8 citations à l'ordre de l'armée)
- Croix de guerre des Théâtres d'opérations extérieurs (2 palmes)
- Médaille de la Résistance française avec rosette (1946)

- Médaille coloniale avec agrafes « Maroc », « Fezzan », « Koufra », « Tripolitaine », « Tunisie » et « Extrême-Orient »
- Médaille des évadés
- Insigne des blessés militaires
- Médaille commémorative des services volontaires dans la France libre
- Médaille commémorative de la guerre 1939-1945

#### Décorations étrangères
- Grand officier de l'ordre de la Couronne  Belgique
- Croix de guerre avec palme  Belgique
- Grand-croix de l’ordre royal du Cambodge  Cambodge
- Commandeur du Mérite  États-Unis
- Silver Star Medal  États-Unis
- Presidential Unit Citation  États-Unis
- Bronze Star Medal  États-Unis
- Croix de guerre (Grèce)  Grèce
- Grand-croix de l’ordre du Million d'Éléphants et du Parasol blanc  Laos
- Grand-croix de l'ordre de la Couronne de chêne  Luxembourg
- Médaille de l'ordre de la Résistance  Luxembourg
- Grand-croix de l'ordre du Ouissam alaouite  Maroc
- Médaille du Mérite militaire chérifien  Maroc[68]
- Médaille de l'ordre militaire de Virtuti Militari  Pologne
- Ordre du Bain  Royaume-Uni
- Ordre du Service distingué Compagnon avec trois barrettes  Royaume-Uni
- Grand-croix de l'ordre du Lion blanc  Tchécoslovaquie
- Croix de guerre 1939-1945  Tchécoslovaquie
- Grand-croix de l'ordre du Nichan Iftikhar  Tunisie

### Maréchal de France

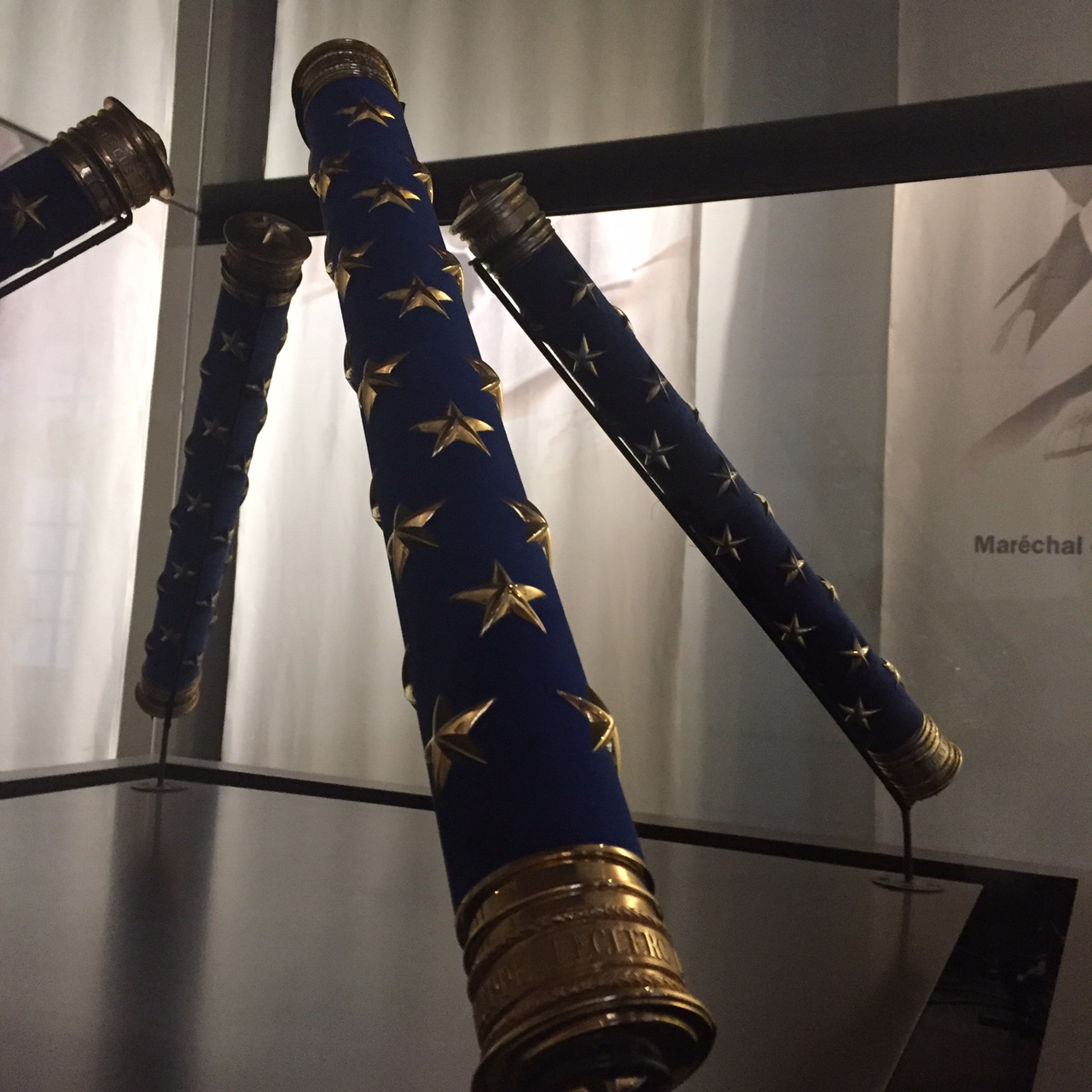
Le bâton de maréchal de Philippe Leclerc.

Il est élevé à la dignité de maréchal de France à titre posthume par décret du 23 août 1952 (Avant lui, deux autres généraux d'armée s'étant illustrés au cours de la Seconde Guerre mondiale avaient été élevés à la dignité de maréchal de France : Jean de Lattre de Tassigny (1889-1952), à titre posthume, par décret du 15 janvier 1952 et Alphonse Juin (1888-1967), de son vivant, par décret du 7 mai 1952. Après lui, un autre général d'armée est fait maréchal : Pierre Kœnig (1898-1970), à titre posthume, par décret du 6 juin 1984).

## Postérité

### Mémoriaux et musées
- Paris

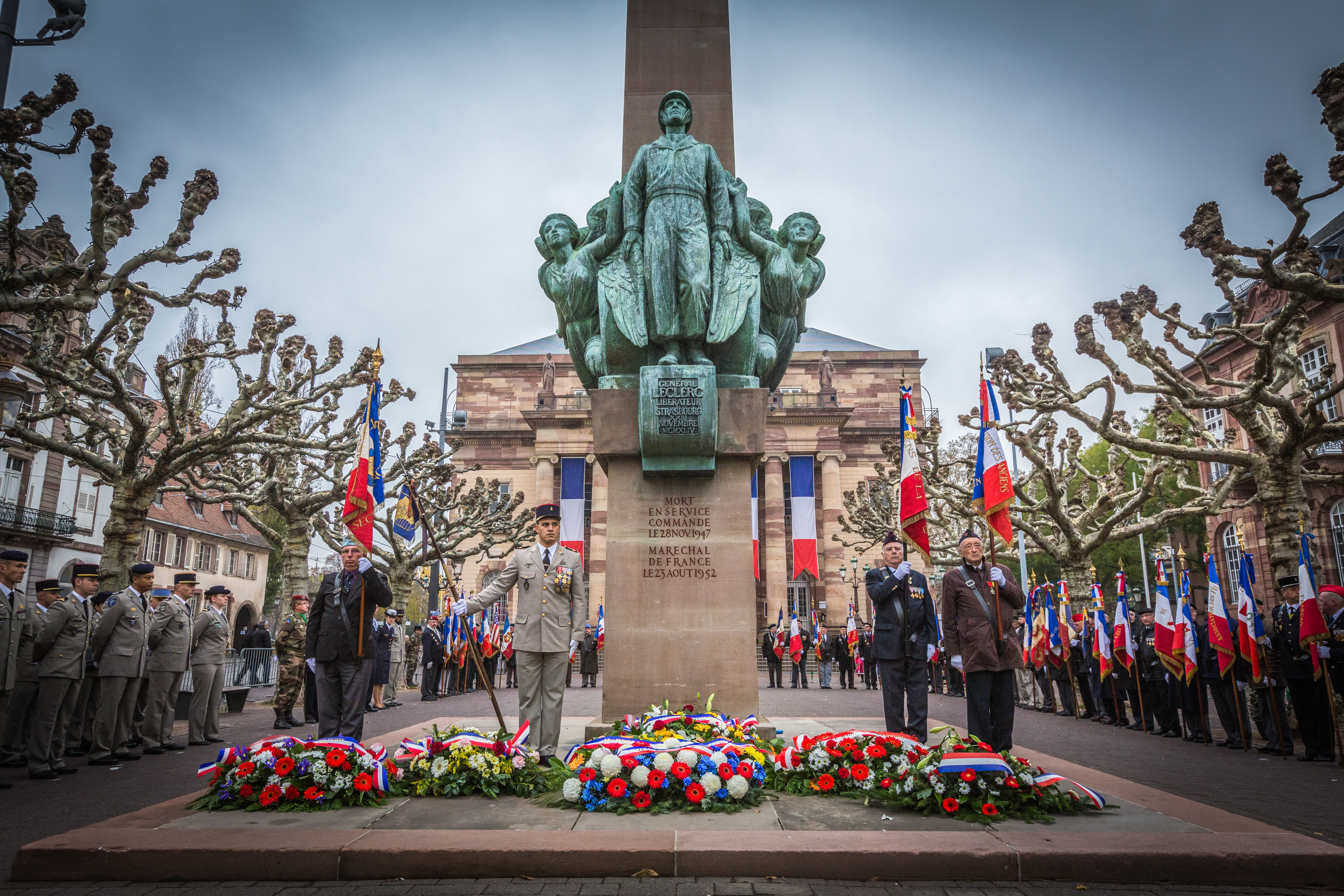
Strasbourg : cérémonie commémorative du de la Libération, le 17 novembre 2013.

  - Cathédrale Saint-Louis-des-Invalides : plaque à la mémoire de Philippe Leclerc de Hautecloque, maréchal de France ;
  - Monument porte d'Orléans, mémorial Philippe Leclerc de Hautecloque et de la 2e DB, inauguré le 25 août 1969, architecte Raymond Subes, sculpteur Raymond Martin. Réaménagement de l'ouvrage en 1997, situé place Édith-Thomas ;
  - Musée du Général Leclerc de Hauteclocque et de la Libération de Paris - musée Jean-Moulin, créé en 1994 dans le Jardin de l'Atlantique, sur la dalle de la gare Montparnasse, à l'emplacement du PC du général Leclerc en août 1944, devenu par décision de la Ville de Paris Musée de la Libération de Paris - musée du Général Leclerc - musée Jean-Moulin en août 2019 et installé au 4, avenue du Colonel-Henri-Rol-Tanguy 75014 Paris, emplacement du PC de Rol-Tanguy ;
- Alençon : monument à la mémoire de Leclerc, inauguré le 15 mars 1970 ;
- Amiens : monument au maréchal Leclerc de Jean et Joël Martel, inauguré le 24 juin 1950 ;
- Antony : monument au maréchal Leclerc de Jean et Joël Martel, inauguré le 15 octobre 1950 ;
- Aulnay-sous-Bois : monument au maréchal Leclerc sous forme d'une haute borne ;
- Boulogne-Billancourt : plaque commémorative du général Leclerc à l'entrée du pont de Sèvres.
- Domalain (Ille-et-Vilaine) : stèle à la mémoire du Maréchal Leclerc ;
- Grugé-l'Hôpital (Maine-et-Loire) : plaque commémorative au-dessus de la porte d'entrée de la mairie , statue du Général Leclerc place de l'église inaugurée en 1980 par la femme du Maréchal Leclerc[73] ;
- Longjumeau : monument au maréchal Leclerc ;
- Les Pennes-Mirabeau : monument au maréchal Leclerc ;
- Nantes : statue du maréchal Leclerc face à l'hôtel de ville et à proximité de la rue qui porte son nom ;
- Poissy : borne en hommage au maréchal Leclerc ;
- Saint-Mandé : monument au Maréchal Leclerc ;
- Saint-Quentin : monument au Maréchal Leclerc ;
- Strasbourg : monument du maréchal Leclerc, place Broglie, sculpteur Georges Saupique, inauguré le 23 novembre 1951 ;
- Tailly-l'Arbre-à-Mouches (Somme) : dans les communs du château de la famille Leclerc de Hautecloque, exposition consacrée à l'épopée du maréchal Leclerc de Hauteclocque et à la Libération de la France en 1944 ;
- Wasselonne (Bas-Rhin) : plaque commémorative en hommage au général Leclerc ;
- Yaoundé (Cameroun) : monument au colonel Leclerc ;

Auxquels s'ajoutent des stèles et plaques commémoratives sur les lieux de son passage au cours de la Libération de la France.

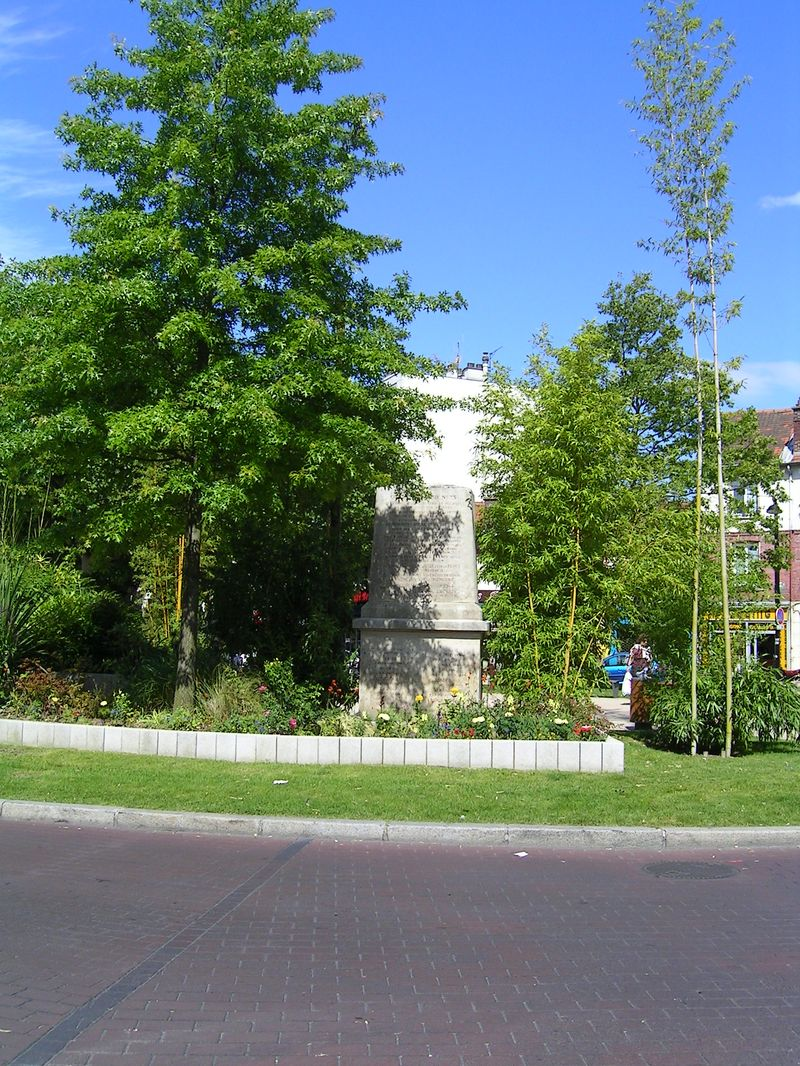
Monument à Aulnay-sous-Bois.
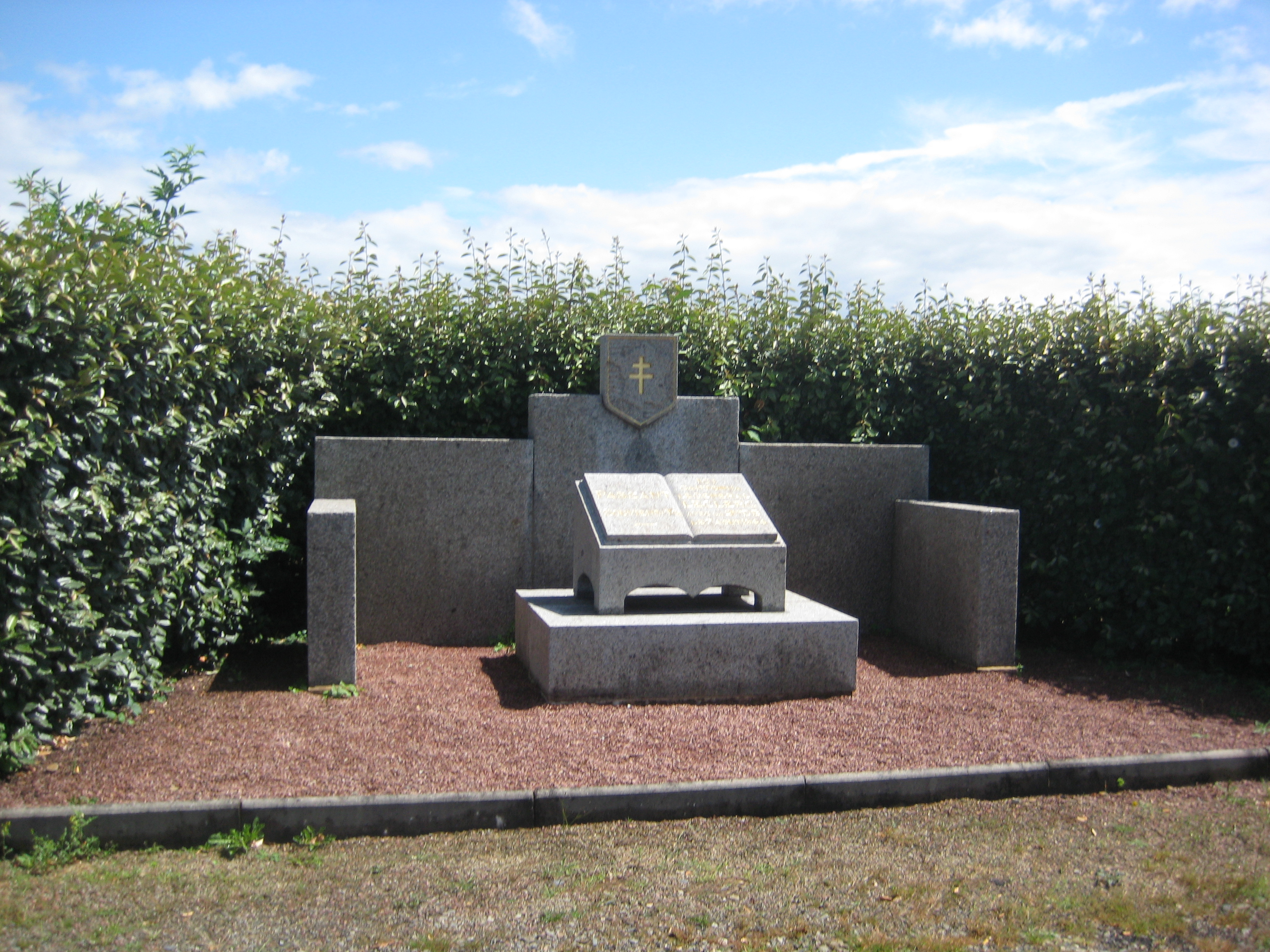
Monument Leclerc à Domalain.
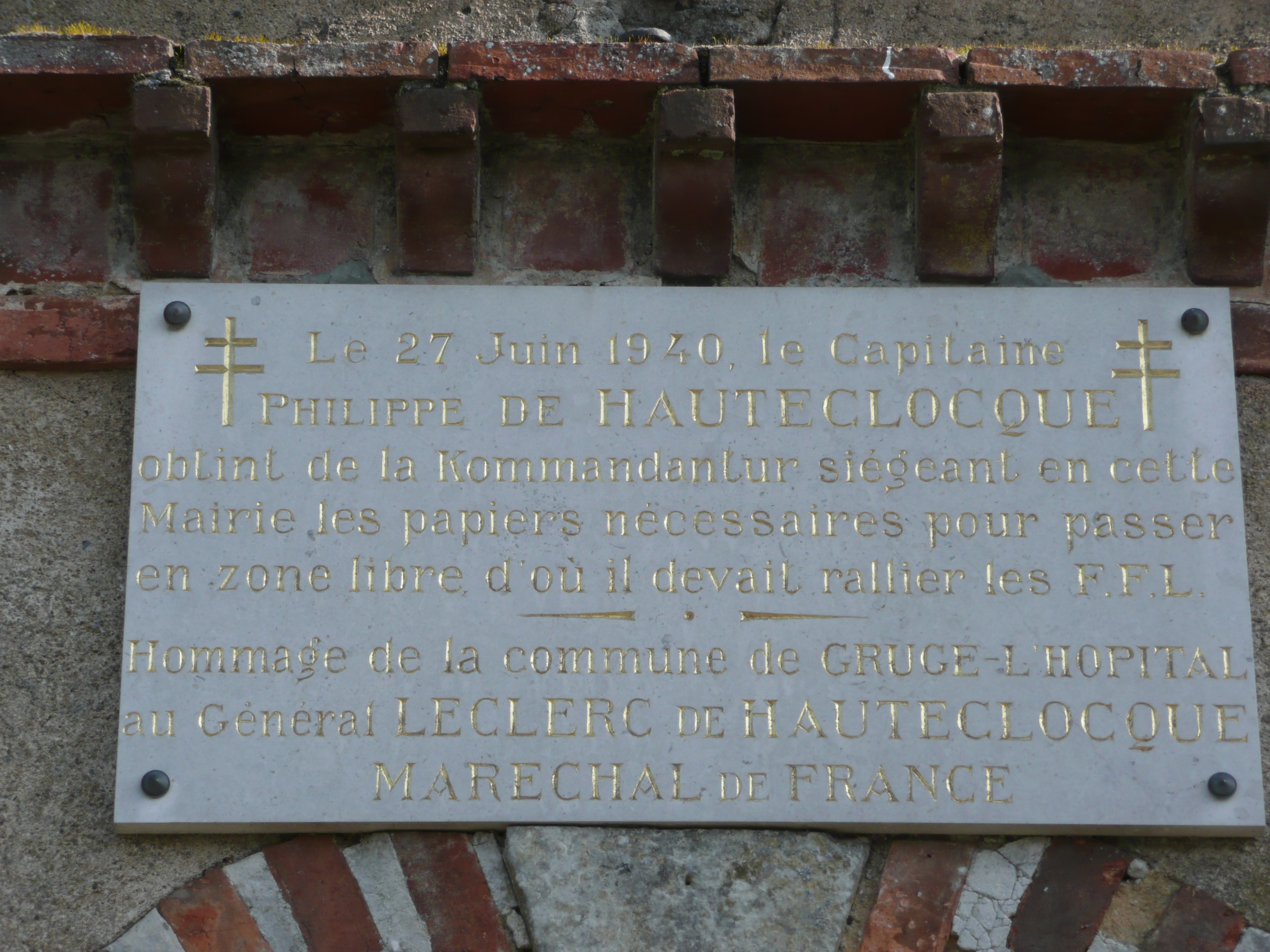
Plaque commémorative à Grugé-l'Hôpital.
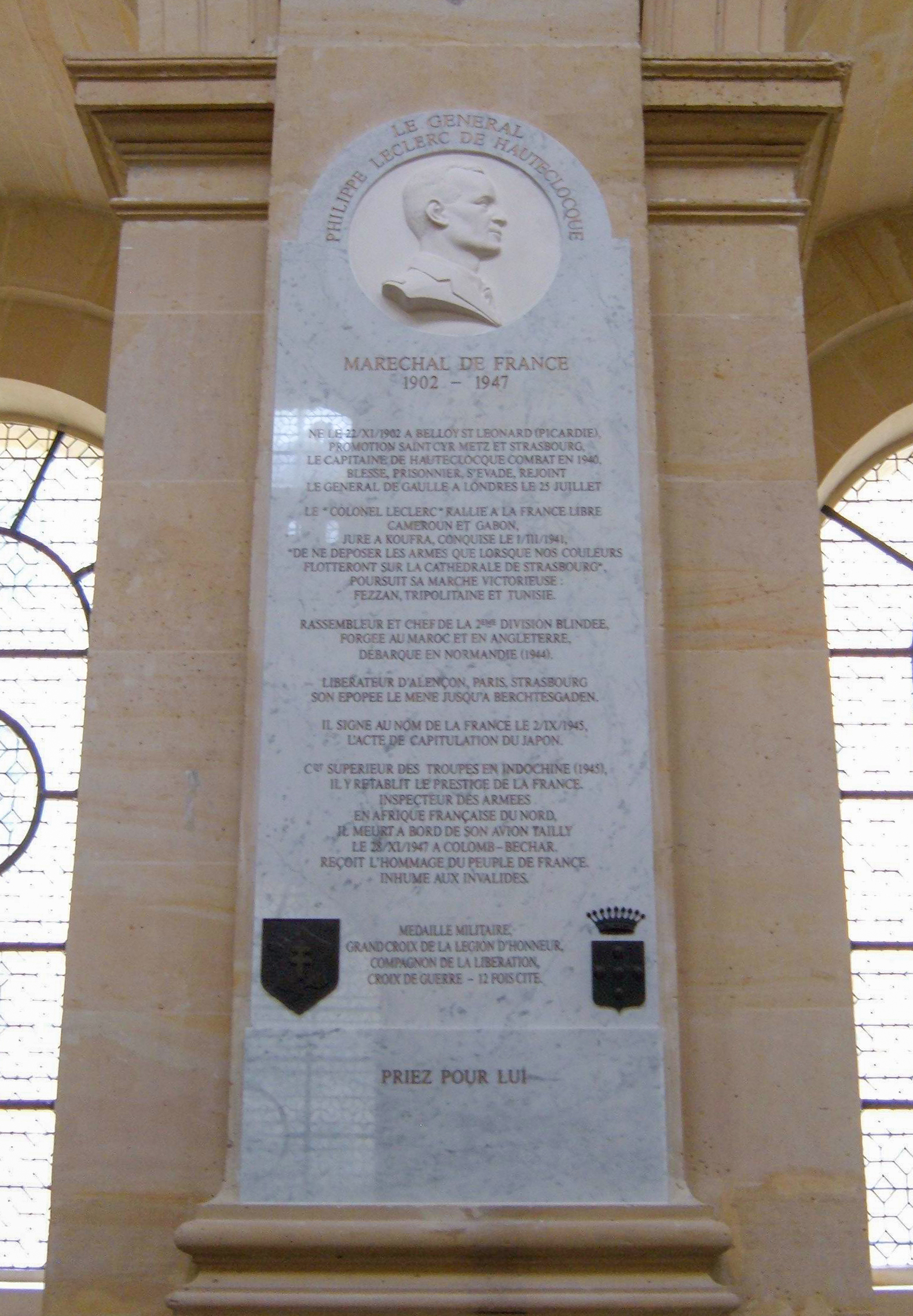
Plaque commémorative aux Invalides, à Paris.
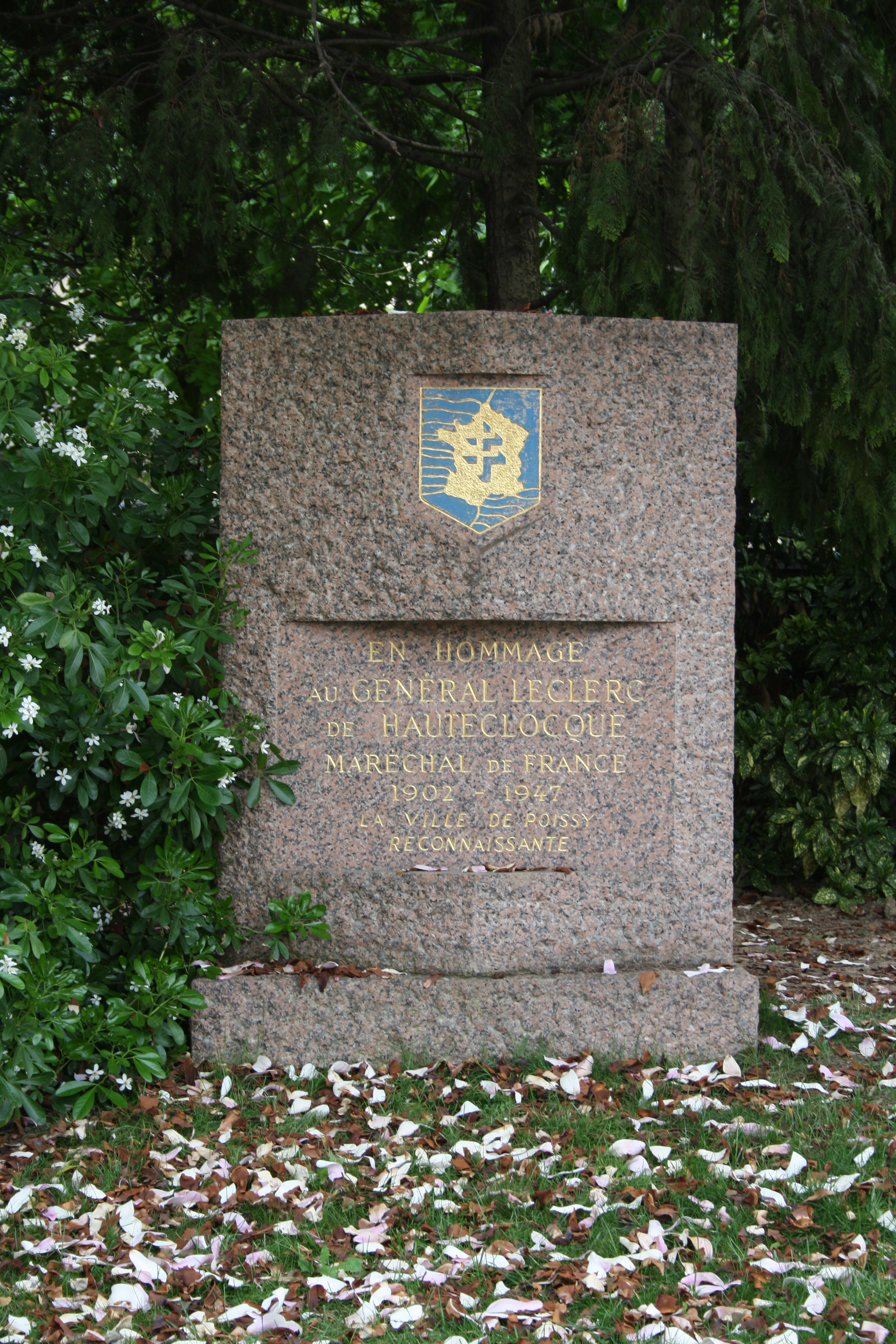
Monument à Poissy.
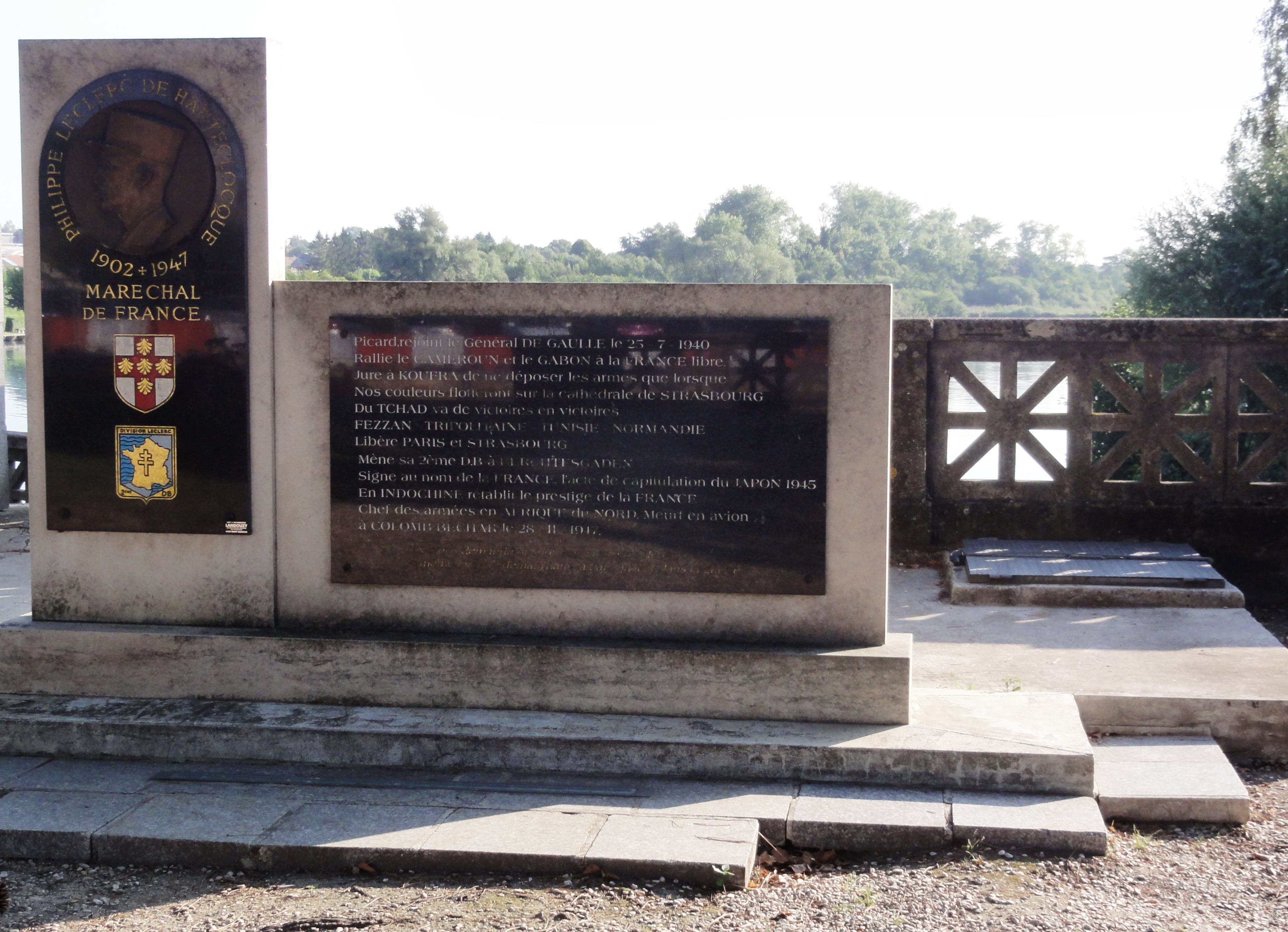
Saint-Quentin : monument au maréchal Leclerc.
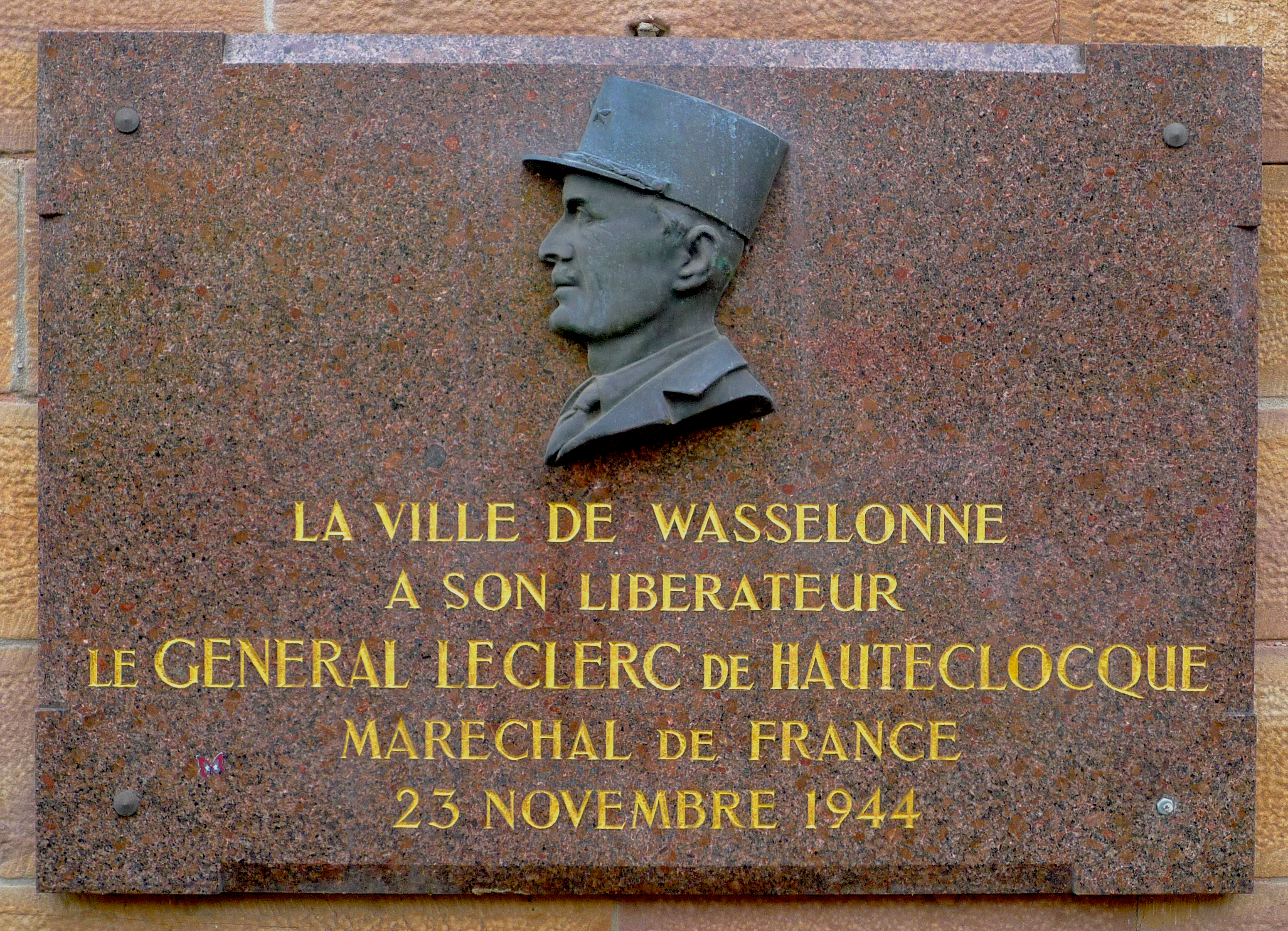
Plaque commémorative à Wasselonne.
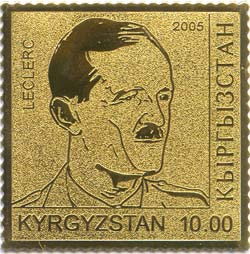
Timbre du Kirghizistan à l'effigie du maréchal Leclerc.

### Institution, voies publiques et matériel militaire
- La « Fondation Maréchal Leclerc », sous l'égide de la Fondation de France, créée et dirigée pendant 32 ans par le lieutenant-colonel Philippe Peschaud (1915-2006), un proche de Leclerc, n'a eu de cesse de raviver, dans la mémoire collective des Français, le souvenir de cet acteur capital de l'histoire de France.
- Le quartier Leclerc à Illkirch-Graffenstaden, commune voisine de Strasbourg, où sont aujourd'hui casernés l'état-major de la 2ebrigade blindée, la 2e compagnie de commandement et de transmissions et le 291e Jägerbataillon allemand.
- De nombreuses villes en France ont une voie publique nommée d'après le général Leclerc qui est l'un des odonymes les plus courants dans le pays avec plusieurs avenues du Général-Leclerc dont celle de Paris ou de Metz, rues du Général Leclerc comme celle de Guiscard, ou encore plusieurs boulevards du Général-Leclerc. Certaines communes privilégiant le nom complet, par exemple la rue du Général-Leclerc-de-Hauteclocque à Nantes ou son titre de maréchal comme l'avenue du Maréchal-Leclerc à Châlons-en-Champagne.
- Le char Leclerc, char de combat de l'armée française, porte son nom.
- Sept timbres français l'honorent en 1947, 1953, 1954 (même modèle), 1969 (2 analogues), 1987 et 1997.

### Dans la fiction
- Dans la mini-série De Gaulle, l'éclat et le secret (2020), son rôle est interprété par Alban Casterman.
- Dans le film franco-américain Paris brûle-t-il ? (1966), son rôle est interprété par l'acteur Claude Rich.